# Politique à Madagascar

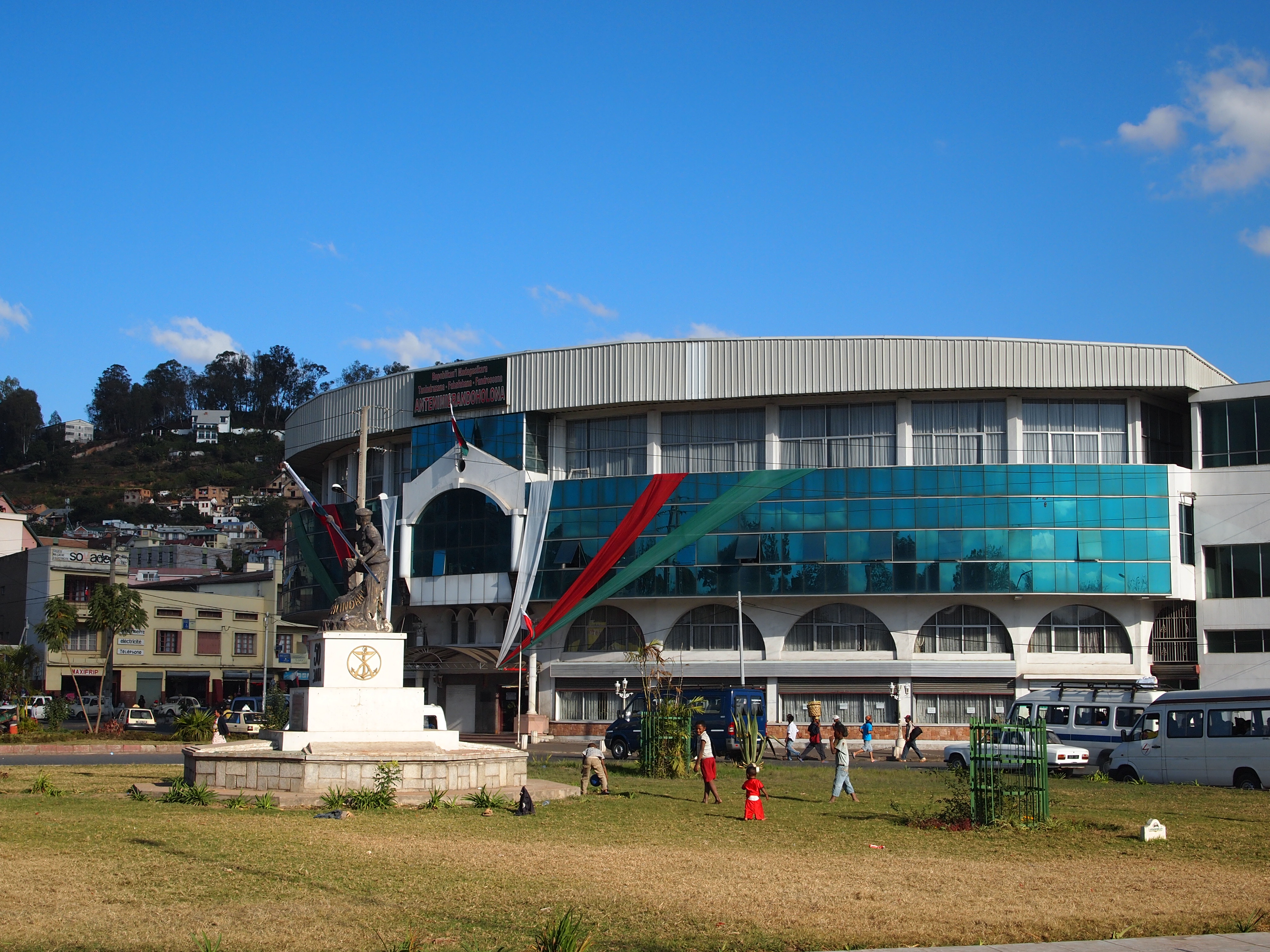
Le sénat de Madagascar à Antananarivo.

La politique à Madagascar repose sur un modèle étatique de république unitaire semi-présidentielle multipartite. Les institutions de Madagascar sont définies par la Constitution de 2010 fondant la Quatrième République. Le président est le chef de l'État élu pour cinq ans, et le premier ministre le chef du gouvernement. Le pouvoir exécutif est aux mains du gouvernement tandis que le pouvoir législatif est partagé entre le gouvernement et les deux chambres du Parlement. Le pouvoir judiciaire est indépendant des deux premiers.
L'actuel président de la République est Andry Rajoelina depuis le 19 janvier 2019.

## Histoire
La Première République malgache était encore très étroitement liée à la France par les Accords de coopération. Philibert Tsiranana, critiqué par la population pour son soutien aux intérêts français, fait face à une contestation grandissante et se retire en 1972. Il donne les pleins pouvoirs au général Gabriel Ramanantsoa, qui décide d'organiser un référendum afin d'officialiser son pouvoir pour une période transitoire. Le référendum l'ayant plébiscité, le Général crée un gouvernement d'union nationale et exerce le pouvoir jusqu'en 1975, avant de passer le flambeau au populaire colonel de gendarmerie Richard Ratsimandrava. Seulement, ce dernier est assassiné au bout d'une semaine en raison des intérêts économiques français auxquels il comptait mettre fin.
Le capitaine de frégate Didier Ratsiraka devient alors président d'une IIe République en 1975 et entreprend de s'aligner sur la position du bloc prosoviétique, tout en étant l'un des militants actifs du non-alignement. Mais vers la fin des années 1980, il est contraint d'engager le pays sur la voie d'un libéralisme prudent, notamment économique.
En 1991, l'opposition à Ratsiraka s'amplifie. Des manifestations populaires sont réprimées par l'armée, faisant de nombreuses victimes. Après une brève période transitoire, une nouvelle constitution est adoptée et Albert Zafy, candidat de l'opposition, est élu à la présidence de la République.
Paradoxalement, l’élection présidentielle de 1996 (après l'empêchement de Zafy par l'Assemblée nationale) voit la réélection de Ratsiraka. Madagascar connaît une période de stabilité économique jusqu'en 2001, due à la stabilité politique liée à la dictature de Didier Ratsiraka, où les résultats des élections sont contestés.
L’élection présidentielle de 2001 a en effet plébiscité le candidat d'opposition Marc Ravalomanana, vers lequel se tourne le vote de presque tous les opposants. Il prend la tête du premier tour, mais le pouvoir dirigé par Didier Ratsiraka falsifie les procès-verbaux des résultats, dans les zones enclavées qui constituent la majeure partie du territoire, pour remporter le deuxième tour. De plus, il change à 80 % la composition de la Haute Cour constitutionnelle, chargée de valider le résultat des élections, entre la publication de la liste officielle des candidats et le vote. Mais en tant que milliardaire, Ravalomanana dispose de plusieurs hélicoptères qui lui permettent de réunir en peu de temps la copie de tous les procès-verbaux du pays, avant que ceux-ci ne puissent être falsifiés. Ses électeurs réclament la comparaison des procès-verbaux, refusée par le camp adverse. Ravalomanana se proclame président fin février 2002, Ratsiraka érige des barrages routiers pour isoler la capitale qu’il pense être la seule ville acquise à la cause de son rival, le pays est paralysé.
À la suite des accords de Dakar en avril 2002 et conformément à une décision judiciaire annulant la nomination de la nouvelle Haute Cour Constitutionnelle en raison d'un vice de forme, la Cour précédente, reconduite dans ses fonctions, se charge de procéder à la comparaison des procès-verbaux des résultats. Le camp de Ratsiraka refuse pourtant de coopérer et refusera de reconnaître les résultats. Les membres de la Cour qui lui sont fidèles n'ont pas pris part aux délibérations. La vérité des urnes est enfin officialisée fin avril 2002 : Ravalomanana est déclaré vainqueur dès le premier tour. Il est légalement investi dans ses fonctions une semaine plus tard. La communauté internationale reste pourtant perplexe. La situation ne se débloquera qu'en juillet 2002, lorsque tour à tour, les pays occidentaux, les États-Unis en tête et la France en dernier reconnaîtront la victoire de Ravalomanana. L'Union africaine, dirigée par de nombreux anciens dictateurs amis de Ratsiraka, ne considérera Ravalomanana comme président qu'en janvier 2003, à la suite des élections législatives remportées par son parti.
Au cours de son second mandat, ayant été réélu en 2007, Ravalomanana fait face à l'insatisfaction des déçus de son régime. Certains ne voyaient en lui qu'un simple moyen d'écarter Ratsiraka. En 2009, alors que la station de télévision VIVA, appartenant à Andry Rajoelina diffuse une conférence menée par Ratsiraka, Ravalomanana fait interdire la retransmission de la chaîne prétextant des troubles à l'ordre public. Fort de son élection à la mairie de la capitale malgache, Rajoelina entretient des relations tendues avec l'exécutif si bien qu'il lance la Révolution orange qui aboutira à la démission de Ravalomanana.
Le 16 mars 2009, le président Marc Ravalomanana remet sa démission aux ambassadeurs des États-Unis et d'Afrique du Sud et signe un décret demandant au plus haut gradé de l'armée de mettre en place un directoire militaire. Ce dernier transfère le pouvoir à Andry Rajoelina sous la pression de quelques officiers militaires qui seront emprisonnés un an plus tard. La Haute Cour constitutionnelle a ensuite légiféré cette prise de pouvoir sous la pression de Norbert Ratsirahonana qui est l'ancien président de cette institution et devenu conseiller spécial de Andry Rajoelina. Norbert Ratsirahonana était également l'ambassadeur itinérant de l'ancien président Marc Ravalomanana avant la chute de ce dernier. Une fois arrivé au pouvoir, Rajoelina, le jeune président de la haute autorité de la transition âgé seulement de 34 ans, amendera la constitution dans 2 sens :
1) recul de l'âge pour être candidat à la présidence de la république de 40 à 35 ans ;
2) le transfert du pouvoir à une direction collégiale composé par le Premier ministre, le président du Sénat et le président de l'Assemblée nationale en cas de vacance de la présidence de la République. Avant le 17 novembre 2010, en cas d'interruption du mandat présidentiel, le président du Sénat devait exercer provisoirement le pouvoir et organiser une élection dans les six mois qui suivaient.
Le 20 décembre 2013, l'élection au suffrage universel direct portera au pouvoir Hery Rajaonarimampianina, qui devient le premier président de la IVe République de Madagascar en succédant ainsi au président de la Haute Autorité de la transition. Il démissionnera le 7 septembre 2018, et Rajoelina lui succédera aux élections suivantes.

## Pouvoir exécutif
| Fonction                   | Nom             | Parti | Depuis          |
| -------------------------- | --------------- | ----- | --------------- |
| Président de la République | Andry Rajoelina | TGV   | 19 janvier 2019 |
| Premier ministre           | Christian Ntsay | sans  | 6 juin 2018     |

Le président de la République est élu au suffrage universel direct pour un mandat de 5 ans, renouvelable une fois. Il nomme le Premier ministre. Il peut dissoudre l'Assemblée nationale, qui peut pour sa part voter une motion de censure exigeant la démission du Premier ministre et de son gouvernement.
Le chef de l'État actuel est  Andry Rajoelina, élu au suffrage universel direct le 19 janvier 2019. Il devient le deuxième président de la IVe République de Madagascar en succédant ainsi à Hery Rajaonarimampianina.

## Système
L'Assemblée nationale est constituée de 160 représentants élus au suffrage direct tous les cinq ans. Le Sénat est quant à lui constitué de 90 sénateurs, dont les deux tiers sont élus par les législateurs locaux. L'autre tiers est nommé par le président, tous pour un mandat de cinq ans. Le Premier ministre et le Conseil des ministres s'occupent de l'administration quotidienne du gouvernement. Le président nomme le Premier ministre, présenté par le parti ou groupe de parti majoritaire dans l'Assemblée Nationale.
Le Premier ministre et les membres du Parlement sont à l'origine de la législation, et le gouvernement l'exécute. Le président peut dissoudre l'Assemblée nationale. Pour sa part, l'Assemblée nationale peut voter une motion de censure et obliger le Premier ministre et le Conseil des ministres à faire marche arrière. La Cour constitutionnelle examine les nouvelles lois afin de s'assurer qu'elles sont conformes à la Constitution.
La législation détermine l'administration territoriale. Dans un effort de décentralisation de cette dernière, la constitution encourage les six provinces à devenir autonomes.

## Quelques données
Nom du pays:
- Forme longue conventionnelle : République de Madagascar
- Forme courte conventionnelle : Madagascar
- Forme longue locale : Repoblikan'i Madagasikara
- Forme courte locale : Madagasikara
- Forme longue antérieure: République démocratique malgache
- Forme longue locale antérieure: Repoblika demokratika malagasy

Code : MG
Type de gouvernement : république
Constitution : 11 décembre 2010, par référendum national.
Système légal : basé sur le droit civil français et le droit coutumier malgache. Madagascar ne reconnaît pas la compétence obligatoire de la CIJ (Cour internationale de justice).
Suffrage : à partir de 18 ans; universel
Pouvoir exécutif :
La fonction exécutive est exécutée par le président de la République et le Gouvernement.
- Gouvernement : Conseil des ministres, nommés par le Premier ministre.
- Élections : Le président de la République est élu au suffrage universel direct pour un mandat de cinq ans, renouvelable une seule fois. Le Premier ministre est nommé par le président à partir d'une liste de candidats désignés par le parti ou groupe de partis majoritaire à l'Assemblée nationale.

Pouvoir législatif : Parlement bicaméral
- Assemblée Nationale : Les membres de l'Assemblée Nationale sont élus pour cinq ans au suffrage universel direct.
- Sénat : Le mandat des sénateurs est de cinq ans. Il comprend pour deux tiers, des membres élus en nombre égal pour chaque Province, et pour un tiers, des membres nommés par le président de la République.

Pouvoir judiciaire : Cour suprême, Haute Cour constitutionnelle et Haute Cour de Justice.
Partis politiques : Association pour la renaissance de Madagascar ou AREMA, Libéralisme économique et action démocratique pour la reconstruction nationale ou LEADER-Fanilo, J'aime Madagascar ou TIM, TGV ou parti des Jeunes Malgaches Prêts, Union nationale ou FP, Renouveau du Parti social-démocrate ou RPSD,  Parti social-démocrate (PSD) avant Parti des déshérités de Madagascar (PADESM)
- Groupe de pression politique : Mouvement fédéraliste, Conseil national, Conseil des Églises chrétiennes de Madagascar ou FFKM

Participation aux organisations internationales : ONU, UA, MPNA, OIF, ACP, G-77, AIEA, FMI, Banque mondiale, BIRD, IDA, OIT, CNUCED, UNESCO, HCR, UPU, OMC, ONUDI, OMS, FAO, ISO, COI, COMESA, SADC, Interpol…